# Monastyr Moldovița

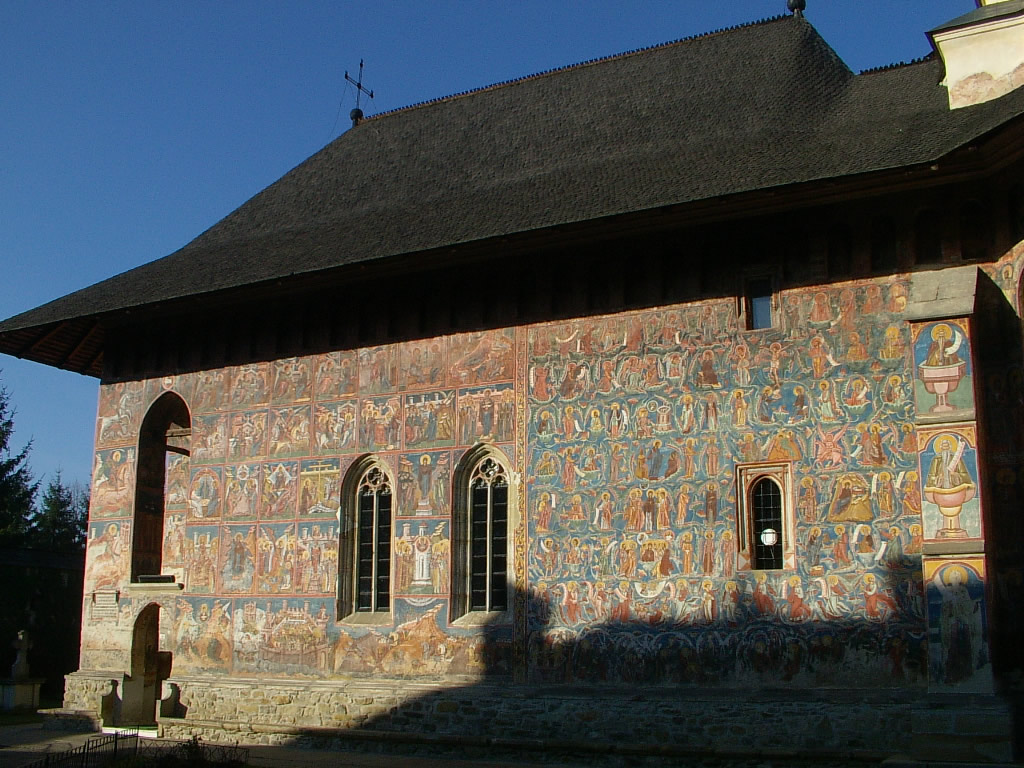
Malowidła południowej ściany cerkwi

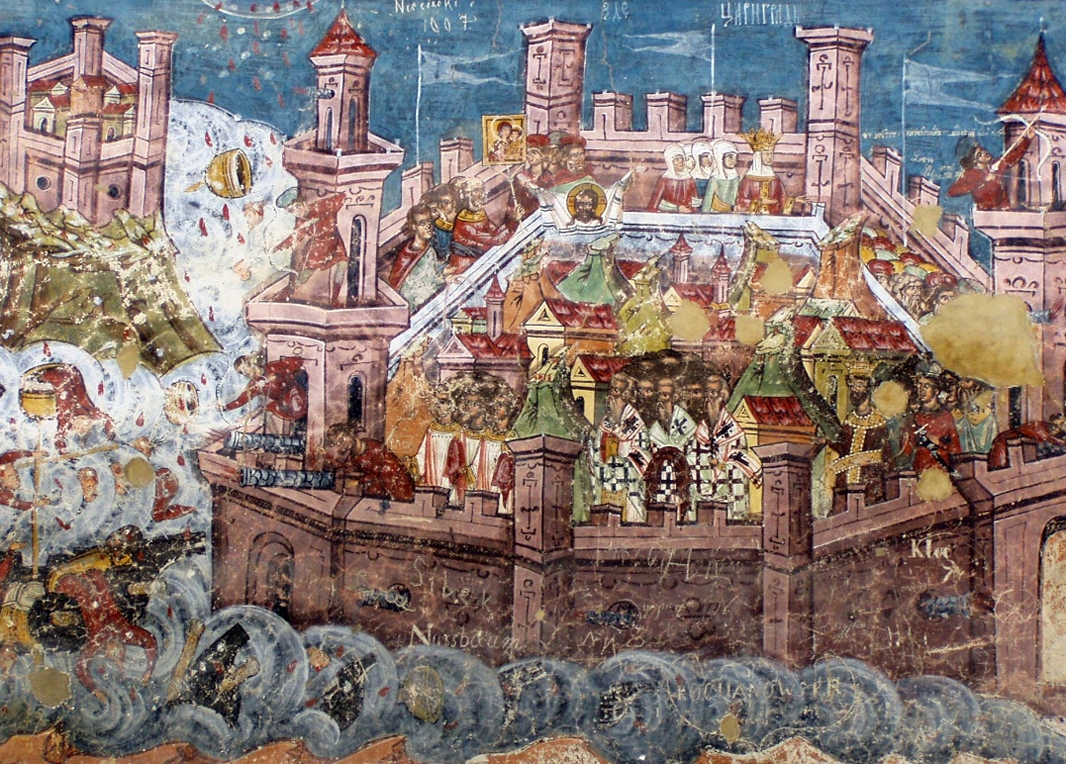
Konstantynopol (fragment sceny jego oblężenia w akatyście)

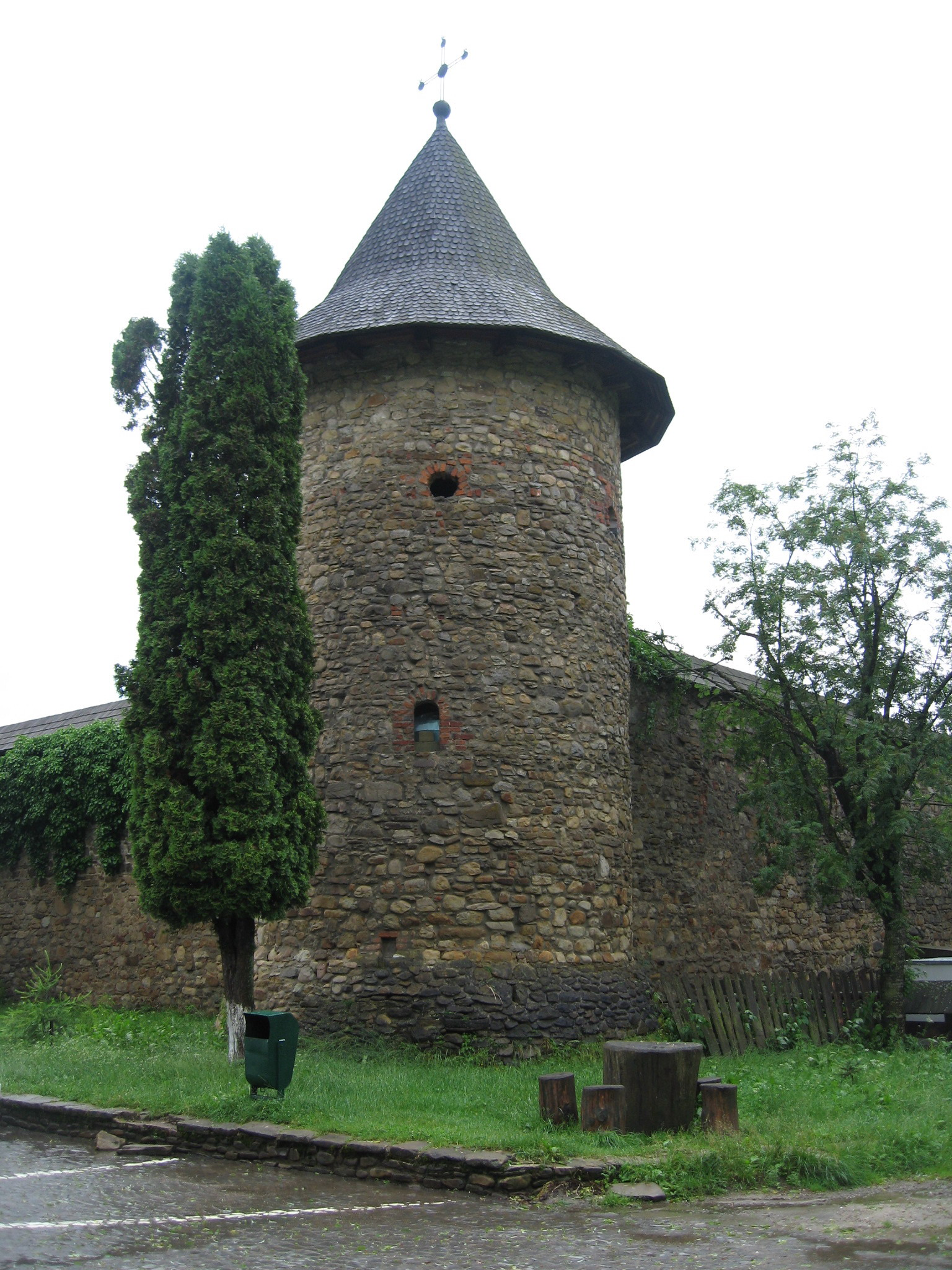
Wieża w narożniku murów monastyru

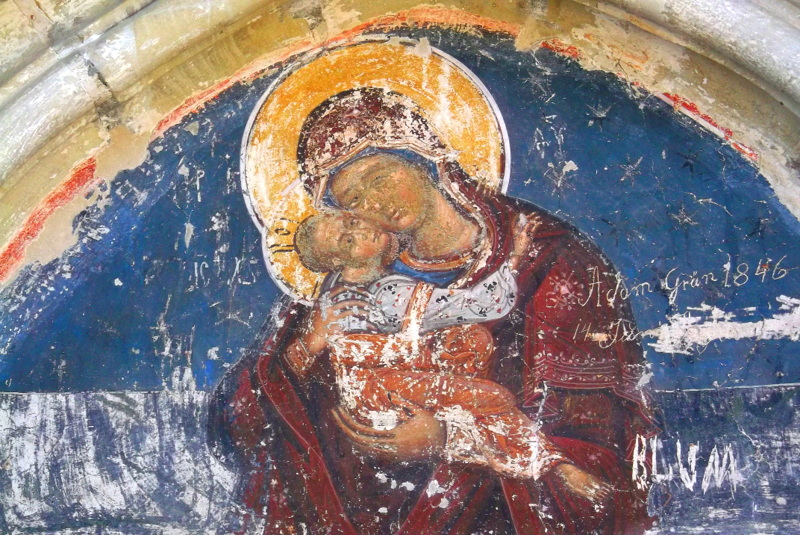
Fresk – Eleusa

Monastyr Moldovița, Monastyr Mołdawica (rum. Mănăstirea Moldovița) – obronny monastyr z malowaną cerkwią pod wezwaniem Zwiastowania znajdujący się w miejscowości Vatra Moldoviței w Rumunii, położonej na Bukowinie. Cerkiew monastyru wraz z innymi malowanymi cerkwiami Bukowiny wpisana jest na listę światowego dziedzictwa UNESCO. 

## Opis
Pierwszy monastyr w tym miejscu został wzniesiony już w latach 1402–1410 przez hospodara Aleksandra Dobrego, uległ jednak zniszczeniu wskutek osunięcia się ziemi. Dzisiaj można odnaleźć pozostałości murowanej cerkwi tego założenia, zbudowanej na planie trójkonchowym, położone o ok. 700 m w głąb doliny od istniejącego monastyru.
Monastyr został ponownie zbudowany w 1532 z fundacji hospodara Piotra Raresza. Jego centralny element stanowi cerkiew pod wezwaniem Zwiastowania, zbudowana na planie trójkonchowym, zwieńczona wieżą wznoszącą się nad nawą. Składa się ona z czterech pomieszczeń: nawy, komory grobowej (powyżej której znajduje się skarbiec), przednawia oraz otwartego przedsionka (egzonarteks) z trzema wielkimi arkadami od zachodu oraz pojedynczymi arkadami od północy i południa. W komorze grobowej pochowany jest metropolita mołdawski Efrem, zmarły w 1619, jeden z dobroczyńców klasztoru.
Cerkiew ozdobiona jest malowidłami wewnętrznymi oraz zewnętrznymi. Z malowideł zewnętrznych, wykonanych w 1537 (być może przez mistrza Tomę z Suczawy, autora fresków cerkwi w monastyrze Humor), charakteryzujących się dominantą ciemnej czerwieni i brązu, zachowały się trzy monumentalne przedstawienia:
- tzw. „hierarchia niebiańska” na ścianach apsyd, w której głównej osi (na najbardziej na wschód wysuniętej płaszczyźnie ściany apsydy ołtarzowej) znajdują się kolejno od góry przedstawienia Chrystusa, Maryi z Dzieciątkiem, Baranka Bożego, a pod oknem mały Jezus w łódce-kolebce-kielichu. Po bokach pionu głównego widnieją serafiny. Wokół tego najważniejszego pionu rozpościerają się święci, posegregowani wedle chronologii życia i rangi: a więc prorocy, apostołowie, ojcowie Kościoła, duchowni dygnitarze, męczennicy, eremici (tj. pustelnicy) i mnisi;
- wielkie drzewo Jessego na wschodniej części ściany południowej (po jego boku przedstawieni są filozofowie antyczni, m.in. Platon);
- akatyst ku czci Bogurodzicy na zachodniej części ściany południowej ze szczególnie znaną sceną oblężenia Konstantynopola przez Persów, nawiązującą (poprzez np. ubiory postaci przedstawionych na scenie) do upadku Konstantynopola w 1453 i obrony świata chrześcijańskiego przeciwko ekspansji osmańskiej.
- na słupach przedsionka – sceny z Księgi Rodzaju, żywot św. Mikołaja oraz świętych wojowników (m.in. św. Jerzego).

Malowidła na ścianie północnej zostały zniszczone wskutek deszczów, dostrzec tam można dziś zaledwie ślady fresków (przedstawiających m.in. sceny z życia rodziców Maryi (Joachima i Anny).
Malowidła wewnątrz świątyni przedstawiają:
- w otwartym przedsionku:
  - na wschodniej ścianie i sklepieniu – monumentalna scena Sądu Ostatecznego. Na samej górze, pośrodku widnieje Starzec Dni, wśród aniołów zwijających niebo (znak końca czasów, co podkreślają umieszczone po bokach reprezentacje znaków zodiaku). Poniżej widnieje Chrystus na tronie w układzie deesis (z Maryją i Janem Chrzcicielem). Po bokach Chrystusa zasiadają sprawiedliwi, poniżej Chrystusa znajduje się tron z księgą – tzw. hetimasia. Z hetimasią powiązana jest waga, która waży występki i dobre uczynki ludzi (przy wadze znajduje się XIX-wieczne graffiti rodziny Kochanowskich, być może z Czerniowiec). Z lewej strony hetimasji stoi lud prawosławny, według warstw: biskupi, kapłani, możni, prosty lud... Z prawej natomiast znajdują się innowiercy z Żydami na czele. Przed wszystkimi idzie Mojżesz i niesie pismo objaśniające, że oto przyszedł Mesjasz, w którego nie uwierzono. Spod stóp Starca Dni wypływa piekielna rzeka. Po jej prawej strony u dołu znajduje się scena zmartwychwstania, po lewej długa kolejka świętych i zbawionych u bram niebios, ze św. Piotrem na czele. W niebie (na białym, a nie na niebieskim tle) czeka już kilka postaci. Są to trzej patriarchowie: Abraham, Izaak i Jakub, wraz z wniebowziętą i z dobrym łotrem;
- w przednawiu i komorze grobowej:
  - kopuła maryjna w przednawiu, gdzie Maryja z Dzieciątkiem występuje w towarzystwie aniołów i proroków;
  - na ścianach sceny z życia świętych, często męczenników, które ułożone są w formę kalendarza;
- w nawie:
  - na zachodniej ścianie – obraz wotywny z księciem Piotrem Rareszem, ofiarującym cerkiew Chrystusowi, a także Zaśnięcie Bogurodzicy;
  - w apsydzie ołtarzowej (przesłonięte ikonostasem) – sceny związane z Wielkim Czwartkiem: komunię apostołów w dwóch scenach i Ostatnią Wieczerzę (w pobliżu znajduje się też scena umywania nóg);
  - w sklepieniu apsydy ołtarzowej – Maryja z Dzieciątkiem w otoczeniu aniołów, Anny i Joachima;
  - w apsydzie północnej – na sklepieniu scena Ukrzyżowania;
  - w apsydzie południowej – na sklepieniu scena Zesłania Ducha Świętego;
  - w kopule – Chrystus Pantokrator otoczony przez serafinów i zwykłych aniołów, dalej proroków (wśród nich Mojżesza, Dawida i Salomona), patriarchów, dalej apostołów (wśród nich Mikołaja z Miry, Grzegorza z Nazjanzu, Jana Chryzostoma i Bazylego Wielkiego).
  - na ścianie bębna kopuły – sceny Zwiastowania, narodzin Chrystusa, oczyszczenia Maryi oraz chrztu Chrystusa.

Pozostałe zabudowania monastyru (w tym mury obronne z wieżą ponad bramą pośrodku ściany wschodniej oraz basztami w narożnikach południowo-wschodnim i północno-wschodnim) pochodzą z XVI w. i zostały przebudowane w XVII w. W narożniku północno-zachodnim znajduje się dom mieszkalny (clisarniţa), wzniesiony na początku XVII w. staraniem metropolity Efrema. Obecnie w budynku tym znajduje się muzeum, do którego najcenniejszy eksponatów należą drewniany rzeźbiony tron przypisywany Piotrowi Rareszowi, epitafium na tkaninie z 1494, kolekcja zbiorów archeologicznych (w tym monety), około 20 ikon (najstarsze z XVII w.), księgi liturgiczne i psałterze z XVII i XVIII w.